# سوق الأوراق المالية الوطنية الهندية

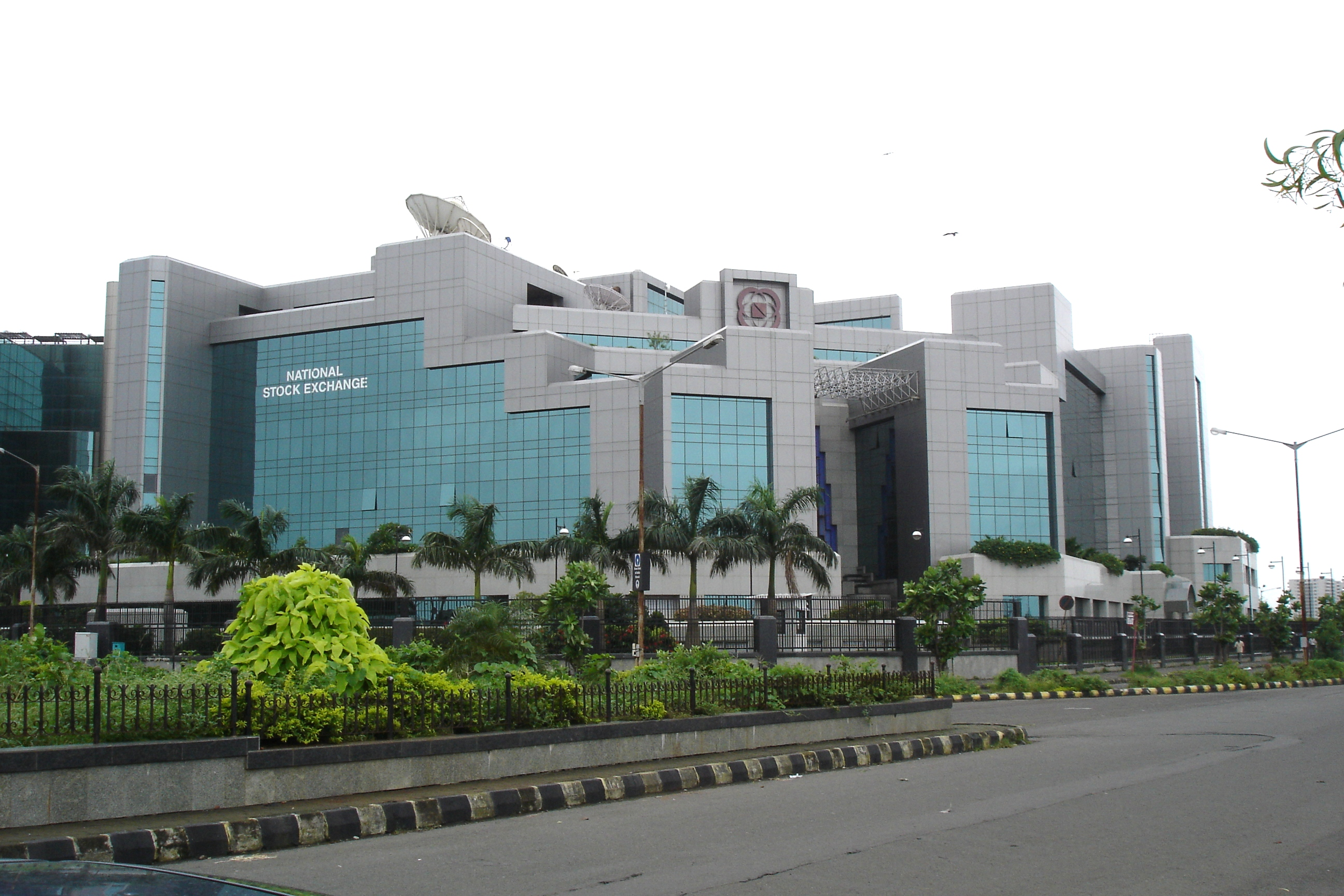
مبنى سوق الأوراق المالية الوطنية الهندية في مومباي

سوق الأوراق المالية الوطنية الهندية أو البورصة الوطنية الهندية (بالإنجليزية: National Stock Exchange of India)‏ أختصارا (NSE)، (الهندية:राष्ट्रीय शेयर बाजार راشتريا مشاركة بازار) هي سوق الأوراق المالية في الهند، تقع في مدينة مومباي، ماهاراشترا، الهند. تأسست في عام 1992. وتبلغ قيمتها السوقية في عام 2023 أكثر من 4 تريليون دولار أمريكي مما يجعلها واحدة من أهم عشرين بورصة في العالم من حيث القيمة السوقية.

## وصلات خارجية
- الموقع الرسمي